# Liberaccy herbu Dołęga
Liberaccy herbu Dołęga, znani również jako Liberadzcy – polska rodzina szlachecka. 

## Historia
Swoje nadania rodzina zawdzięcza kapitanowi 6. pułku piechoty napoleońskiej Klemensowi Liberackiemu, zwolnionemu ze służby 20 lutego 1810 r. Cesarz nadał oficerowi dobra na pojezierzu lubawskim. Przedstawiciele rodziny mieszkali na całym obszarze ziemi chełmińskiej.